# Mordellistena elongata
Mordellistena elongata es una especie de coleóptero de la familia Mordellidae.

## Distribución geográfica
Habita en Chile.